# 膵蛭症
膵蛭症（すいてつしょう、英:eurytrematosis）とは膵蛭（Eurytrema pancreaticum）あるいは小形膵蛭（E. coelomaticum）寄生を原因とする寄生虫病。ウシでは多数寄生により栄養障害、削痩、流涎、下痢、貧血などを示す。ビーズ法、昭和式法などの沈澱集卵法により虫卵を検出することにより診断する。駆虫にはニトロキシニル、プラジカンテルが有効であるがウシにおける治療では実用的でない。